# José Torregrosa Sellers
José Torregrosa Sellers (Novelda, Alicante, 20 de abril de 1931 - Madrid, 26 de enero de 2021) fue un ingeniero de caminos español fundador de una empresa centrada en el diseño de software para Pymes.

## Biografía
Perteneciente a una saga de emprendedores y pioneros dedicados al comercio y la exportación. A los diecinueve años se trasladó al Reino Unido, donde cursó los estudios de Ingeniero de Caminos en la Universidad de Londres. Residió en Netherhall House, donde conoció el Opus Dei. En la capital británica vivió hasta finales de la década de los sesenta, momento en el que viajó a los Estados Unidos para completar su formación en ingeniería informática y de software. En su estancia norteamericana vio con claridad que la incorporación de tecnología al sistema productivo, y la educación, son la inversión más rentable que puede realizar un país.
En los años setenta, se instaló en Madrid, ciudad en la que residió hasta su fallecimiento. En esos primeros años compatibilizó su trabajo profesional en el campo informático con la docencia en el Colegio Mayor Santillana, abscrito a la Universidad Autónoma de Madrid. 
Creó una pequeña compañía centrada en el diseño de software para pequeñas y medianas empresas. Los empleados de la empresa fueron accionistas de la compañía. 
Falleció en Madrid, a los 89 años.